# 레이첼, 결혼하다
《레이첼, 결혼하다》(영어: Rachel Getting Married)는 2008년에 개봉한 미국의 드라마 영화이다. 조너선 데미가 감독하고, 앤 해서웨이, 로즈마리 디윗, 빌 어윈, 데브라 윙어 등이 출연하였다.
2008년 9월 3일에 제65회 베네치아 국제 영화제에서 전 세계 최초로 상영되었으며, 황금사자상 후보작이었다. 이어 2008년 9월 6일 제33회 토론토 국제 영화제에서도 선을 보였으며 감독상, 여우 조연상(디윗), 각본상을 수상하고 작품상, 여우 주연상(해서웨이) 후보에 지명되었다. 2008년 10월 3일 미국에서 제한 상영으로 개봉하였다. 해서웨이는 이 영화에서 보인 연기를 통해 2009년 제81회 아카데미상 여우 주연상 후보에도 올랐다.

## 줄거리
10대 시절부터 약물 남용 문제를 일으켜 집안 말썽꾼으로 공인된 킴은 언니 레이철의 결혼식에 참석하기 위해 치료소에서 며칠 풀려난다. 킴은 가족 및 지인들과 다시 어울리는 데 어려움을 겪는다. 킴은 자신 대신 레이철의 절친 에마가 신부 들러리 대표로 설 거라는 사실을 알게 된다.
여전한 자매 사이 감정의 골은 킴이 집단 치료에서 삼촌에게 어려서 성학대를 당했다거나 거식증에 걸린 자매를 돌봐야 했다는 등 꾸며낸 이야기를 늘어놓았다는 걸 결혼식 전날 레이철이 알게 되면서 악화된다. 레이철은 10대 시절 취한 킴이 남동생 이선을 태우고 운전을 하다가 차를 호수에 빠뜨려 이선이 익사했던 일을 한 번도 용서한 적이 없음을 밝힌다. 마약을 끊은지 9개월 차가 된 킴은 앞으로 자신이 아무리 진전을 보여도 이를 용서받는 일은 없을 거라는 걸 깨닫는다.
킴은 어머니 애비와 마무리를 짓기 위해 애비의 집을 찾는다. 하지만 애비는 딸 킴이 중독자라는 걸 뻔히 알면서도 아들 이선을 맡겼던 사실에 대한 책임을 지려고 하지 않는다. 모녀는 급기야 몸싸움까지 벌인다. 킴은 일종의 자살 시도로 차를 박고 정신을 잃는다.
다음 날 아침 깨어나 집으로 돌아온 킴은 신부 들러리 대표로 레이철의 결혼식을 마친다. 레이철은 치료소로 돌아가는 킴에게 달려와 포옹한다.

## 출연진
- 앤 해서웨이 - 킴 버크먼 역
- 로즈마리 디윗 - 레이철 버크먼 역
- 빌 어윈 - 폴 버크먼 역
- 데브라 윙어 - 애비 버크먼 역
- 툰데 아데빔페 - 시드니 윌리엄스 역
- 매더 지컬 - 키런 역
- 애나 디비어 스미스 - 캐럴 역
- 어니사 조지 - 에마 역
- 보 시아 - 결혼식 차르 역
- 터마이라 그레이 - 노래 부르는 친구 역
- 세바스티안 스탄 - 월터 역
- 애널리 애슈퍼드 - 식품적 직원 역
- 로저 코먼 - 결혼식 하객 역
- 도리언 미식 - 결혼식 전날 만찬 손님 역
- 빅토리아 헤인스 - 신부 들러리 역
- 제롬 러페이지 - 앤드루 역
- 캐럴진 루이스 - 시드니의 어머니 역
- 로빈 히치콕 - 결혼식 하객/연주자 역
- 시스터 캐럴 이스트 - 결혼식 하객 역
- 안드레이 블레이크 - 미용실에서 용기를 얻은 스타일리스트 역
- 카이라 줄리언 - 시드니의 자매 역
- 로즐린 러프 - 로자 역
- 마린 아일랜드